# Josef Reicho
Josef Reicho (9. srpna 1918 Praha - 12. října 1990 Praha) byl český volejbalista, který reprezentoval Československo. S jeho reprezentací získal titul mistra Evropy v roce 1948 a stříbro z mistrovství světa v roce 1949. Za národní tým nastupoval v letech 1946-1949. Hrál za kluby Sokol Vinohrady, SK Philips, SSK Život Michle, Sokol Kolín a Spartak Potrubí Praha. S SK Philips získal za Protektorátu tři mistrovské tituly (1941, 1943, 1945), další přidal v dresu SSK Život (1947) a dvakrát nejvyšší soutěž vyhrál i s Kolínem (1948, 1949).
Měl přezdívku Čára, jež souvisela s jeho výškou 198 cm. Hrál též basketbal, rovněž na prvoligové úrovni. Po celý život byl vedle sportovních aktivit referentem obchodního útvaru národního podniku Potrubí Praha, kde po odchodu z prvoligových klubů založil volejbalové družstvo, jehož byl hrajícím trenérem, a které roku 1956 dotáhl až do nejvyšší domácí soutěže a v roce 1959 dokonce k bronzovému umístění v ní.